# Jany-Entscheidung
Die Jany-Entscheidung ist ein Urteil des Europäischen Gerichtshofs (EuGH vom 20. November 2001 - Rs. C-268/99, Jany u. a., NVwZ 2002, 326), laut dem Prostitution europarechtlich unter die selbständig ausgeübten Erwerbstätigkeiten fallen kann. Das Gericht erkannte die Prostitution als selbständige Erwerbstätigkeit gemäß Artikel 43 EGV, 44 Europa-Abkommen EG/Polen, 45 Europa-Abkommen EG/Tschechien an und sah Prostitution als Teil des gemeinschaftlichen Wirtschaftslebens gemäß Artikel Art. 2 EGV an. Die Frage der Sittenwidrigkeit können die Vertragsstaaten durch ihre eigene Beurteilung ersetzen.